# دان أيكرويد
دانيال ايدوارد اكرويد (بالإنجليزية: Daniel Edward Aykroyd) (مواليد 1 يوليو 1952) - هو ممثل وكاتب سينمائي وكوميدي وموسيقي أمريكي-كندي. رشح لجائزة الأوسكار لأفضل ممثل مساعد سنة 1990 في فيلم توصيل الآنسة دايزي. حاصل على جائزة «ايمي»، أحد العناصر الأولى والرئيسية من طاقم «على الهواء مباشرة في ليلة السبت» "Saturday Night Live"، وأحد مؤسسي فرقة "Blues Brothers" مع الممثل الكوميدي «جون بيلوشي».

## أفلامه
- انهض (2014)

بين بارت
- خلف الأضواء (2013)

سيمور هيلر
- Dog Fight

فيلم 2012
- Yogi Bear

فيلم 2011
- Christmas with the Kranks

فيلم 2004
- Pearl Harbor

فيلم 2001
- The Curse of the Jade Scorpion

فيلم 2001
- Antz

فيلم 1998
- Blues Brothers 2000

فيلم 1998
- Grosse Pointe Blank

فيلم 1997
- Feeling Minnesota

فيلم 1996
- Celtic pride

فيلم 1996
جيمي فيلاهارتي
- فتاتي 2 (1994)

فيلم 1994
- فتاتي (1991)
- Ghostbusters II

فيلم 1989
- توصيل الآنسة دايزي (1989)

بوولاي ويرتحان
- النزهة الكبيرة (1989)

رومان كريج
- My Stepmother Is An Alien

فيلم 1988
ستيفن ميلز
- Ghostbusters

فيلم 1984
- Neighbors

فيلم 1981
- The Blues Brothers

فيلم 1980
- Saturday Night Live

برنامج 1975

## روابط خارجية
- دان أيكرويد على موقع IMDb (الإنجليزية)
- دان أيكرويد على موقع ميتاكريتيك (الإنجليزية)
- دان أيكرويد على موقع روتن توميتوز (الإنجليزية)
- دان أيكرويد على موقع مونزينجر (الألمانية)
- دان أيكرويد على موقع قاعدة بيانات الأفلام العربية
- دان أيكرويد على موقع ألو سيني (الفرنسية)
- دان أيكرويد على موقع ميوزك برينز (الإنجليزية)
- دان أيكرويد على موقع ميوزك برينز (الإنجليزية)
- دان أيكرويد على موقع تيرنر كلاسيك موفيز (الإنجليزية)
- دان أيكرويد على موقع أول موفي (الإنجليزية)